# Багиев, Георгий Леонидович
Гео́ргий Леони́дович Баги́ев (род. 8 января 1941 года) — советский и российский экономист, специалист в области менеджмента, маркетинга, экономики предпринимательства, экономики и управления инновациями, эффективности энергосбережения, управления маркетингом и предпринимательством в условиях развития пространственной цифровой экономики. Доктор экономических наук (1980), профессор (1982). Заслуженный деятель науки Российской Федерации (2007), заслуженный экономист Российской Федерации (1990).

## Биография
Родился 8 января 1941 года.
Окончил с отличием Ташкентский электромеханический техникум по специальности «электрооборудование промышленных предприятий и установок» и был направлен дальнейшего обучения в Ташкентский политехнический институт, который не окончил из-за воинского призыва.
В 1961–1964 годы служил Советской Армии в подразделении военного строительного отряда в качестве заместителя главного энергетика на объектах военно-промышленного комплекса. Во время службы получил разрешение от командования заочно учиться в Ленинградском политехническом институте имени М. И. Калинина, где успел окончить два курса, но был вынужден прервать обучение после демобилизации из-за отсутствия свободных мест на дневном отделении.
В 1968 году с отличием окончил Ленинградский инженерно-экономический институт имени Пальмиро Тольятти по специальности «инженер-экономист». Среди его учителей и учёных, оказавших на него влияние, были такие известные экономисты и инженеры, как И. В. Гофман, С. А. Довгаль, П. П. Долгов, В. С. Кабаков, Л. В. Канторович, Г. А. Краюхин, Б. А. Константинов, Ю. Н. Львов, Л. А. Мелентьев, В. В. Новожилов, В. Р. Окороков, А. Г. Пинскер, И. И. Сигов, К. Г. Татевосов, Г. Е. Эдельгауз. Большое влияние было оказано такими зарубежными учёными, как В. Ризнер, Л. Бауэр и Х. Мефферт. Во время учёбы на складывание экономико-философского мировоззрения Г. Л. Багиева в вопросах общественных и производственных процессов в народном хозяйстве СССР повлияли труды, лекции и семинары Л. И. Абалкина, К. М. Великанова, Е. М. Карлика, А. Е. Когута, Г. А. Краюхина, Д. С. Львова, Е. З. Майминаса, Л. А. Мелентьева, Л. М. Сыроежина и Т. С. Хачатурова.
В 1968–1986 годы преподавал в Ленинградском инженерно-экономическом институте имени Пальмиро Тольятти, пройдя путь от ассистента до профессора и заведующего кафедрой экономики и управления энергетикой, а также был деканом энергетического факультета и деканом факультета организаторов промышленного производства и строительства. В 1986–1989 годы был заведующим отделом экономики отрасли народного хозяйства Северо-Западного филиала Центрального научно-исследовательского института экономики при Госплане РСФСР.
В 1972 году в Ленинградском инженерно-экономическом институте имени Пальмиро Тольятти защитил диссертацию на соискание учёной степени кандидата экономических наук по теме «Технико-экономические вопросы повышения качества электрической энергии в промышленности».
В 1980 году в Ленинградском политехническом институте имени М. И. Калинина защитил диссертацию на соискание учёной степени доктора экономических наук по теме «Проблемы совершенствования управления качеством электрической энергии в промышленности».
С 1989 года — профессор кафедры управления материальными ресурсами и организация оптовой торговли, затем в 1989–2014 годы — профессор и заведующий кафедрой маркетинга Санкт-Петербургского государственного университета экономики и финансов / Санкт-Петербургского государственного экономического университета.
Профессор кафедры менеджмента и инноваций Санкт-Петербургского государственного экономического университета.
Эксперт по лицензированию и аккредитации Министерства образования и науки Российской Федерации.
Руководитель секции предпринимательства Международной академии наук высшей школы.
Член редакционных советов научных журналов «Известия Санкт-Петербургского государственного университета экономики и финансов», «Маркетинг», «Промышленная энергетика» и «Регион».

## Семья
Сын — Евгений Георгиевич Багиев, кандидат экономических наук (1997), доктор экономических наук (2009).

## Научные труды

### Монографии
- Багиев Г. Л. Основы экономики и управления качеством энергии / Под ред. Б. А. Константинова. — Л.: Издательство ЛГУ, 1979. — 119 с.
- Копейкин Б. В., Смирнов Е. А., Багиев Г. Л. Эффективность энергосбережения: опыт ПО "Невский завод" им. В. И. Ленина. — Л.: Энергоатомиздат. Ленинградское отделение, 1985. — 110 с. (Экономия топлива и электроэнергии : ЭТЭ).
- Багиев Г. Л., Салимьянова И. Г., Ризнер В. Проблемы энергосберегающих нововведений и эффективность промышленного производства / Г. Л. Багиев, И. Г. Салимьянова, В. Ризнер и др.; Министерство высшего и среднего специального образования РСФСР. — Л.: Издательство ЛГУ, 1987. — 191 с.
- Багиев Г. Л., Томилов В. В., Чернышёва З. А. Маркетинг и культура предпринимательства / Под общ. ред. А. И. Муравьёва; Санкт-Петербург. ун-т экономики и финансов, Каф. маркетинга. — СПб.: Издательство Санкт-Петербургского университета экономики и финансов, 1995. — 115 с. ISBN 5-7310-0387-4
- Багиев Г. Л., Семененко Е. А. Оценка и прогнозирование эффективности предпринимательства транснациональных корпораций / М-во образования Рос. Федерации. С.-Петерб. гос. ун-т экономики и финансов. Каф. маркетинга. — СПб.: Издательство Санкт-Петербургского государственного университета экономики и финансов, 2000. — 244 с. ISBN 5-7310-1298-9
- Багиев Г. Л., Асаул А. Н. Организация предпринимательской деятельности / М-во общ. и проф. образования РФ. С.-Петерб. гос. ун-т экономики и финансов. — СПб.: Издательство Санкт-Петербургского государственного университета экономики и финансов, 2001. — 233 с. ISBN 5-7310-1417-5
- Багиев Г. Л., Третьяк О. А., Татаренко В. Н. Маркетинг взаимодействия: новые направления исследований и инструментарий: монография / [Г. Л. Багиев, О. А. Третьяк, В. Н. Татаренко и др.] ; под ред. Г. Л. Багиева и Ю. Ф. Поповой М-во образования и науки Российской Федерации, ФГБОУ ВПО "Сыктывкарский гос. ун-т", Санкт-Петербургский гос. экономический ун-т. — Сыктывкар: Издательство Сыктывкарского государственного университета, 2014. — 248 с.
- Багиев Г. Л., Длигач А. А. Соловьёва Ю. Н. Форсайт технологии маркетинга: маркетинг взаимодействия, системно-рефлексивный маркетинг, бенчмаркинг, управление компетентностью, измерение и оценка ценности: монография / под науч. ред. Г. Л. Багиева; Гильдия маркетологов Российской Федерации, Науч.-пед. школа "Маркетинг взаимодействия СПбГЭУ". — СПб.: Астерион, 2016. — 398 с. ISBN 978-5-00045-356-8 : 500 экз.
- Буров В. Ю., Багиев Г. Л., Ильина Н. Е. Теория и методология развития системы государственной поддержки малого предпринимательства: монография / [В. Ю. Буров, Г. Л. Багиев, Н. Е. Ильина и др. ; науч. ред.: В. Ю. Буров. — Чита: Забайкальский государственный университет, 2016. — 238 с.
- Буров В. Ю., Багиев Г. Л., Колодий Г. Н. Малое предпринимательство в России : становление и факторы развития. Обеспечение конкурентоспособности и эффективность. Государственная поддержка и экономическая безопасность : монография / В. Ю. Буров, Г. Л. Багиев, Г. Н. Колодий и др.; под науч. ред. Г. Л. Багиева, В. Ю. Бурова. — Чита: Забайкальский государственный университет, 2017. — 235 с.
- Багиев Г. Л., Буров В. Ю., Дондюкова Е. Б. Малое предпринимательство и цифровая экономика: монография. – Чита: Забайкальский государственный университет, 2018. — 220 с.

### Учебные издания
- Багиев Г. Л., Шишов А. Н. Совершенствование управления качеством энергии в новых условиях хозяйствования: Учебное пособие по специальности 1707 "Экономика и организация энергетики". — Л.: ЛИЭИ, 1982. — 79 с.
- Багиев Г. Л., Стольников В. Н. Научная организация и нормирование труда в энергетике: учебное пособие по специальности 1707 "Экономика и организация энергетики" / Ленинградский инж.-экон. ин-т им. Пальмиро Тольятти. — Л.: ЛИЭИ, 1983. — 82 с.
- Багиев Г. Л., Златопольский А. Н. Организация, планирование и управление промышленной энергетикой: Учебник для вузов. — М.: Энергоатомиздат, 1993. — 240 с. ISBN 5-283-01175-5
- Багиев Г. А., Красикова Н. И. Мотивация коммерческих коммуникаций в системе маркетинга : Учебное пособие / Санкт-Петербург. ун-т экономики и финансов, Каф. маркетинга. — СПб.: Издательство Санкт-Петербургского университета экономики и финансов, 1994. — 85 с. ISBN 5-7310-0408-0
- Багиев Л. Г., Сайед-Мохамед Н., Юлдашева О. У. Промышленный маркетинг : Учебное пособие / Санкт-Петербург. ун-т экономики и финансов, Каф. маркетинга. - СПб.: Издательство Санкт-Петербургского университета экономики и финансов, 1994. — 38 с. ISBN 5-7310-0407-2
- Багиев Г. Л., Арнеков И. А. Основы современного маркетинга : Учебно-наглядное пособие / Санкт-Петербург. ун-т экономики и финансов, Каф. маркетинга. - СПб.: Издательство Санкт-Петербургского университета экономики и финансов, 1995. — 116 с. ISBN 5-7310-0379-3
- Багиев Г. Л., Аренков И. А. Основы маркетинговых исследований : Учебное пособие / С.-Петерб. ун-т экономики и финансов, Каф. маркетинга. — СПб. : Издательство Санкт-Петербургского университета экономики и финансов, 1996. — 93 с. ISBN 5-7310-0555-9
- Багиев Г. Л., Наумов В. Н. Организация практических занятий по маркетингу. Кейсовый метод: Учебное пособие / С.-Петерб. гос. ун-т экономики и финансов, Каф. маркетинга. — СПб.: Издательство Санкт-Петербургского государственного университета экономики и финансов, 1997. — 89 с. ISBN 5-7310-0749-7
- Багиев Г. Л. Маркетинг взаимодействия: Философия организации. Инструментарий / М-во общ. и проф. образования РФ. С.-Петерб. гос. ун-т экономики и финансов. — СПб.: Издательство Санкт-Петербургского государственного университета экономики и финансов, 1998. — 113 с. ISBN 5-7310-0909-0 : 300 экз.
- Багиев Г. Л. Маркетинг: Задачи. Кейсы. Терминология. Библиография / М-во общ. и проф. образования РФ. С.-Петерб. гос. ун-т экономики и финансов. — СПб.: Издательство Санкт-Петербургского государственного университета экономики и финансов, 1998. — 101 с. ISBN 5-7310-0891-4 : 400 экз.
- Багиев Г. Л. Маркетинг: Информационное обеспечение. Бенчмаркинг. Диагностика / М-во общ. и проф. образования РФ. С.-Петерб. гос. ун-т экономики и финансов. — СПб.: Издательство Санкт-Петербургского государственного университета экономики и финансов, 1998. — 140 с. ISBN 5-7310-0892-2 300 экз.
- Багиев Г. Л. Маркетинг. Задачи и ситуации: учебное пособие / М-во общ. и проф. образования РФ, Санкт-Петербургский гос. ун-т экономики и финансов, Каф. маркетинга. — СПб.: Издательство Санкт-Петербургского государственного университета экономики и финансов, 1998. — 87 с. ISBN 5-7310-0878-7
- Багиев Г. Л. Маркетинг. Словарь и библиография: Справочное пособие / М-во общего и проф. образования РФ. С.-Петерб. гос. у-нт экономики и финансов. Каф. маркетинга. — СПб.: Издательство Санкт-Петербургского государственного университета экономики и финансов, 1998. — 73 с.
- Багиев Г. Л., Фомин А. И. Маркетинг-менеджмент в системе организации общественного питания: учебное пособие / М-во общ. и проф. образования РФ. С.-Петерб. гос. ун-т экономики и финансов. - СПб.: Издательство Санкт-Петербургского государственного университета экономики и финансов, 1998. — 85 с. ISBN 5-7310-0908-2 : 300 экз.
- Багиев Г. Л., Успенский И. В., Ченцов В. И. Интерактивные модели маркетинговых решений на виртуальных рынках: Учебное пособие / М-во общ. и проф. образования РФ. С.-Петерб. гос. ун-т экономики и финансов. Каф. маркетинга. - СПб.: Издательство Санкт-Петербургского государственного  университета экономики и финансов, 1998. — 102 с. ISBN 5-7310-0962-7 : 300 экз.
- Багиев Г. Л. Маркетинг взаимодействия: политика распределения. Сбыт. Маркетинг-логистика : Учеб. пособие / М-во общ. и проф. образования РФ. С.-Петерб. гос. ун-т экономики и финансов. Каф. маркетинга. — СПб.: Издательство Санкт-Петербургского государственного университета экономики и финансов, 1999. — 108 с. ISBN 5-7310-1012-9
- Багиев Г. Л., Богданова Е. Л. Маркетинг-статистика: Учебное пособие / М-во общ. и проф. образования РФ. С.-Петерб. гос. ун-т экономики и финансов. Каф. маркетинга. — СПб.: Издательство Санкт-Петербургского государственного университета экономики и финансов, 1999. — 206 с. ISBN 5-7310-0997-X
- Багиев Г. Л. Маркетинг взаимодействия: методология и методика организации коммуникативной политики : Учебное пособие / М-во общ. и проф. образования РФ. С.-Петерб. гос. ун-т экономики и финансов. Каф. маркетинга. — СПб.: Издательство Санкт-Петербургского государственного унивеоситета экономики и финансов, 1999. — 208 с. ISBN 5-7310-1007-2
- Багиев Г. Л., Жданов И. А. Маркетинг взаимодействия : Интеграция. Координация. Контроллинг и аудит: Учеб. пособие / М-во общ. и проф. образования Рос. Федерации.. С.-Петерб. гос. ун-т экономики и финансов. Каф. маркетинга. — СПб.: Изд-во С.-Петерб. гос. ун-та экономики и финансов, 1999. — 110 с. ISBN 5-7310-1027-7
- Багиев Г. Л., Тарасевич В. М., Анн Х. Маркетинг: Учебник для студентов вузов, обучающихся по экон. спец. / Под общ. ред. Г. Л. Багиева. — М.: Экономика, 1999. — 702 с. (Высшее образование). ISBN 5-282-01932-9
- Багиев Г. Л., Рихтер Х. П. Маркетинг взаимодействия: товарная политика, конкурентоспособность товара, стратегические решения: Учебное пособие / М-во общ. и проф. образования Рос. Федерации. С.-Петерб. гос. ун-т экономики и финансов. Каф. маркетинга. — СПб.: Издательство Санкт-Петербургского государственного университета экономики и финансов, 1999. — 110 с. ISBN 5-7310-1028-5
- Багиев Г. Л., Зайталь Х., Татаренко В. Н. Исследование операций маркетинга: Учебное пособие / М-во образования Рос. Федерации. С.-Петерб. гос. ун-т экономики и финансов. Каф. маркетинга. — СПб.: Издательство Санкт-Петербургского государственного университета экономики и финансов, 2000. — 124 с. ISBN 5-7310-1303-9
- Багиев Г. Л. Международный маркетинг: Система информационного обеспечения. Процесс и дизайн маркетингового исслед. Методы получения и обработки маркетинговой информ. Маркетинговые исследования в сети INTERNET: Учебное пособие / М-во общ. и проф. образования РФ. С.-Петерб. гос. ун-т экономики и финансов. Каф. маркетинга. — СПб.: Изд-во С.-Петерб. гос. ун-та экономики и финансов, 2000. — 153 с. ISBN 5-7310-1259-8
- Багиев Г. Л., Тарасевич В. М., Анн Х. Маркетинг: Учебник для студентов вузов, обучающихся по экон. специальностям / Под общ. ред. Г. Л. Багиева. — 2-е изд., перераб. и доп. — М.: Экономика, 2001. — 718 с. (Высшее образование). ISBN 5-282-02101-3
- Багиев Г. Л., Моисеева Н. К., Никифорова С. В. Международный маркетинг: учебник для вузов. — СПб.: Питер, 2001. — 509 с. (Учебник для вузов). ISBN 5-318-00024-X
- Багиев Г. Л., Тарасевич В. М., Анн Х. Маркетинг: Учебник для студентов вузов, обучающихся по специальности "Маркетинг". — 2-е изд., стер. — М.: Экономика, 2001. — 702 с. — (Высшее образование). ISBN 5-282-01932-9
- Багиев Г. Л. Экономика маркетинга: учебное пособие: для высшей экономической школы / М-во образования и науки Рос. Федерации, Федер. агентство по образованию, Гос. образоват. учреждение высш. проф. образования "С.-Петерб. гос. ун-т экономики и финансов", Каф. маркетинга. — СПб.: Издательство Санкт-Петербургского государственного университета экономики и финансов, 2004. — 151 с. ISBN 5-7310-1880-4 : 150
- Багиев Г. Л., Зайталь Х., Татаренко В. Н. Исследование операций маркетинга :учебное пособие / М-во образования и науки Рос. Федерации, Гос. образоват. учреждение высш. проф. образования "С.-Петерб. гос. ун-т экономики и финансов", Каф. маркетинга. - 2-е изд. — СПб.: Издательство Санкт-Петербургского государственного университета экономики и финансов, 2004. — 123 с. ISBN 5-7310-1801-4
- Багиев Г. Л., Тарасевич В. М., Анн Х. Маркетинг: учебник для студентов вузов, обучающихся по экономическим специальностям / под общ. ред. Г. Л. Багиева. — 3-е изд., перераб. и доп. — М.: Питер, 2005. — 733 с. (Учебник для вузов). ISBN 5-469-00482-1
- Багиев Г. Л., Юняева М. А. Методические рекомендации по изучению актуальных проблем маркетинга : концепция маркетинга взаимодействия, маркетинг-менеджмент на виртуальных рынках, экономическая оценка маркетинговых решений: учебно-методическое пособие / под ред. Г. Л. Багиева; Федеральное агентство по образованию, Гос. образовательное учреждение высш. проф. образования "Санкт-Петербургский гос. ун-т экономики и финансов", Каф. маркетинга. - СПб.: Издательство Санкт-Петербургского государственного университета экономики и финансов, 2006. — 177 с. ISBN 5-7310-2103-1
- Багиев Г. Л., Моисеева Н. К., Черенков В. И. Международный маркетинг: учебник по специальности "Маркетинг". — 2-е изд. — СПб.: Питер, 2008. — 688 с. (Учебник для вузов). ISBN 978-5-91180-660-6
- Багиев Г. Л., Моисеева Н. К., Черенков В. И. Международный маркетинг: глобальная среда, информационное обеспечение, технологии и стратегии, маркетинговые программы, коммуникации, эффективность: учебник по специальности "Маркетинг" / под общ. ред. Г. Л. Багиева. — 2-е изд., перераб. и доп. — СПб.: Питер, 2009. — 688 с. (Учебник для вузов). ISBN 978-5-91180-660-6
- Багиев Г. Л., Тарасевич В. М. Маркетинг: маркетинговые исследования, организация международного маркетинга, бенчмаркинг: учебник для студентов высших учебных заведений, обучающихся по экономическим специальностям / под общ. ред. Г. Л. Багиева. — 3-е изд., перераб. и доп. — СПб.: Питер, 2010. — 573 с. (Учебник для вузов). ISBN 978-5-49807-589-1
- Багиев Г. Л. Маркетинг взаимодействия: для студентов высших учебных заведений, обучающихся по экономическим специальностям. — Юбилейное изд., перераб. и доп. - СПб.: Санкт-Петербургский государственный университет экономики и финансов, 2011. — 766 с. (Учебник для вузов / СПбГУЭФ). ISBN 978-5-94856-784-6
- Багиев Г. Л., Тарасевич В. М. Маркетинг: для бакалавров и специалистов: учебник для студентов высших учебных заведений, обучающихся по экономическим специальностям / под общ. ред. Г. Л. Багиева. - 4-е изд., перераб. и доп. — СПб.: Питер, 2012. — 556 с. (Учебник для вузов. Стандарт третьего поколения). ISBN 978-5-459-00812-8
- Багиев Г. Л., Шульга А. О. Организация деятельности маркетолога: учебное пособие: знания, компетенция, карьера, успех / под общ. ред. Г. Л. Багиева; М-во образования и науки Российской Федерации, Федеральное. гос. бюджетное образовательное учреждение высш. проф. образования "Санкт-Петербургский гос. экон. ун-т", каф. маркетинга. — СПб.: Издательство Санкт-Петербургского государственного экономического университета, 2013. — 191 с. ISBN 978-5-94856-986-4
- Багиев Г. Л., Кетова Н. П. Маркетинг в отраслях и сферах деятельности: учебник для бакалавров по направлению подготовки "Менеджмент" / Санкт-Петербургский гос. экономический ун-т, Южный федеральный ун-т. — СПб.: Астерион, 2016. — 339 с. ISBN 978-5-00045-310-0 : 500 экз.
- Багиев Г. Л., Буров В. Ю., Дондокова Е. Б. Малое предпринимательство. Организация, развитие и управление малым предприятием: учебник / Багиев Г. Л., Буров В. Ю., Дондокова Е. Б. и др.; под науч. ред. Г. Л. Багиева, В. Ю. Бурова. — М.: ИНФРА-М, 2020. — 581 с. (Высшее образование).

### Статьи
- Багиев Г. Л. Маркетинг взаимодействия: измерение и оценка качества маркетингового обеспечения бизнес-коммуникаций // Известия СПбУЭФ. — 2010. — № 4. — С. 103–114.
- Багиев Г. Л., Яненко М. Б., Яненко М. Е. К вопросу формирования цифровой платформы организации и управления маркетинговой деятельностью фирмы: проблемы и задачи // Форсайт «Россия»: новое индустриальное общество. Перезагрузка. Т. 3. Сборник докладов Санкт-Петербургского международного экономического конгресса (СПЭК–2017). / Под общ. ред. С. Д. Бодрунова. – СПб. «ЮНИР» им. С. Ю. Витте, 2018.
- Багиев Г. Л., Макаров В. В. Организация процесса оцифровки маркетинговой деятельности в системе евразийского сотрудничества. // Проблемы современной экономики. — 2018. – № 1 (65).
- Багиев Г. Л. Газизуллин Н. Ф Организация управления ценовой политикой предпринимательских и коммерческих структур // Проблемы современной экономики. – 2018. — № 2 (66).
- Багиев Г. Л., Черенков В. И., Черенкова Н. И. Маркетинг для реализации концепции устойчивого развития: сущность и терминологическая парадигма. // Известия СПбГЭУ. – 2018. — № 4.
- Багиев Г. Л., Борисова В. В. О возможности применения междисциплинарного подхода в изменяющемся мире экономической науки и образовании // Проблемы современной экономики. – 2019. — № 2 (70).

## Награды
- Заслуженный экономист Российской Федерации (1990)
- Заслуженный деятель науки Российской Федерации (2007)
- Орден Почёта
- Почётный профессор Санкт-Петербургского государственного университета экономики и финансов
- Почётный доктор Санкт-Петербургского государственного лесотехнического университета
- Почётный сенатор Университета прикладных наук Анхальт г. Бернбург